# South African Football Association
Asociația Fotbalului Sud-african (engleză :South African Football Association-SAFA) este forul ce guvernează fotbalul în Africa de Sud.  

## Staff
- Președinte: Kirsten Nematandani
- Vicepreședinte: Mwelo Nonkonyana

## National teams
- Sub-12 (Tsetse-flies)

- Sub-17 (Amajimbos)

- Sub-20 (Amajita)

- Sub-23 (Amaglug-glug)

- Echipa de seniori (Bafana Bafana)

## Regiuni SAFA
SAFA's 9 Provinces
- SAFA Eastern Cape
- SAFA Free State
- SAFA Gauteng
- SAFA KwaZulu-Natal
- SAFA Mpumalanga
- SAFA Northern Cape
- SAFA Limpopo
- SAFA North-West
- SAFA Western Cape

## Ligi
- ABSA Premiership, the Premier Soccer League
- National First Division
- Vodacom Promotional League, the Second Division
- SAFA Women's League, the Women's Division